# Buon Pastore (titolo)

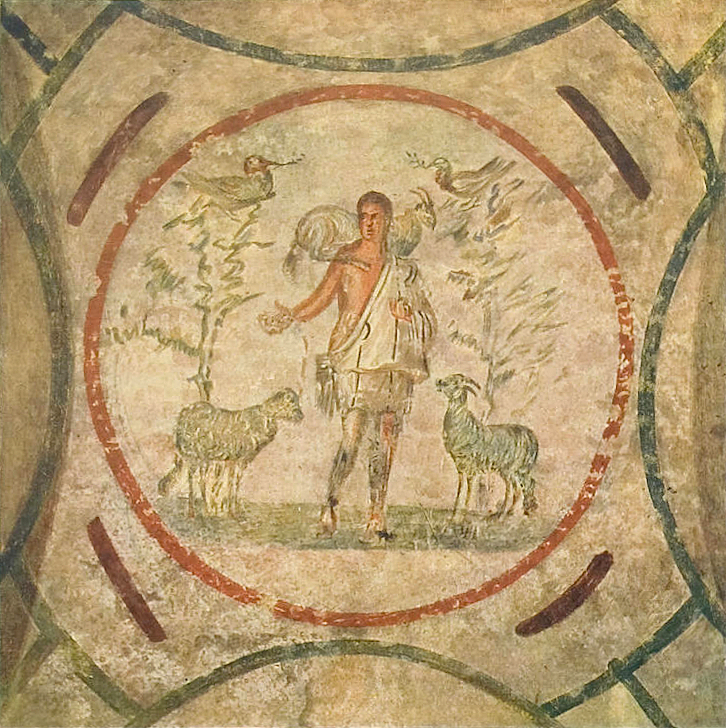
Affresco del buon pastore nelle catacombe di Priscilla, a Roma.

Il buon pastore (in greco antico: ὁ ποιμὴν ὁ καλός?, ho poimḗn ho kalós) è un'immagine usata nella pericope di Giovanni 10:1–21 nella quale Gesù Cristo è raffigurato come il Buon Pastore che sacrifica la propria vita per le sue pecore.
Immagini simili ricorrono anche in Salmi 23 e in Ezechiele 34:11–16, oltreché negli altri Vangeli, nella Lettera agli Ebrei, nella Prima Lettera di Pietro e nell'Apocalisse di Giovanni.

## Riferimenti biblici
Gesù si paragona al buon pastore in Giovanni 10:11 e Giovanni 10:14:
(Giovanni 10:11-18)
Altri riferimenti biblici sono: Matteo 2:6, Matteo 9:36, Matteo 25:32, Matteo 26:31, Marco 6:34, Marco 14:27, Giovanni 10:2, Ebrei 13:20, 1 Pietro 2:25, 1 Pietro 5:4 e Apocalisse 7:17.

## Parabola o metafora?

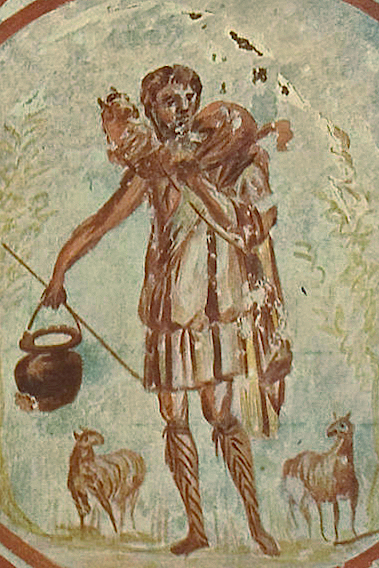
Allegoria di Cristo

Diversi autori come Tinto, Barbara Reid, Arland Hultgren o Donald Griggs commentano che «le parabole sono notoriamente assenti nel Vangelo di Giovanni». Secondo l'articolo della Catholic Encyclopedia sulle parabole: «Non ci sono parabole nel Vangelo di San Giovanni». Infine, secondo l'articolo dell'Enciclopedia Britannica sul Vangelo di San Giovanni: «Qui l'insegnamento di Gesù non contiene parabole, ma tre allegorie, mentre i sinottisti lo presentano come parabolico in tutto e per tutto».

## Arte paleocristiana
L'immagine del Buon Pastore è la più comune delle rappresentazioni simboliche di Cristo che si trovano nell'arte paleocristiana delle catacombe di Roma, primaché l'immaginario cristiano potesse essere esplicitato. La forma dell'immagine che mostra un giovane che porta un agnello al collo è stata derivata direttamente dal kriophoros pagano che è molto più antica e, nel caso delle statuette portatili come quella più famosa ora al Museo Pio Cristiano di Città del Vaticano (a destra), è impossibile stabilire se l'immagine sia stata originariamente creata con un significato pagano o meno.
L'immagine continuò ad essere utilizzata nei secoli successivi alla legalizzazione del cristianesimo nel 313. All’inizio probabilmente non era inteso come un ritratto di Gesù, ma un simbolo come altri utilizzato nell'arte paleocristiana, e in alcuni casi potrebbe anche aver rappresentato il Pastore di Erma, un'opera letteraria cristiana popolare del II secolo.

Tuttavia, intorno al V secolo, la figura assunse più spesso l'aspetto della rappresentazione convenzionale di Cristo, come si era sviluppato a quel tempo, e fu associata ad un'aureola e a vesti sontuose, come nel caso del mosaico absidale della Basilica dei Santi Cosma e Damiano in Roma, o a Ravenna (v. foto a destra). Le immagini del Buon Pastore spesso includono una pecora sulle spalle, come nella versione lucana della parabola della pecora smarrita.

## Interpretazione
Secondo il teologo tedesco Friedrich Justus Knecht († 1921), la parabola condensa alcune dottrine:
1. il sacrificio e la morte di nostro Signore Gesù Cristo: Come Gesù «predice distintamente il suo Sacrificio e la sua morte con le parole: “Io do la mia vita per le mie pecore”»;
2. la Chiesa una, unita, cattolica: come Gesù «predisse che anche i pagani avrebbero creduto in lui, e che tutti i fedeli, sia ebrei che gentili, sarebbero stati uniti in un solo ovile, sotto un unico pastore»;
3. l'amore di Gesù per i peccatori: «La toccante parabola della pecora smarrita mostra l'amore compassionevole di nostro Signore per i singoli peccatori. La pecora smarrita indica un peccatore che, obbedendo alle proprie inclinazioni malvagie e alle lusinghe del peccato, si è separato da Gesù ed è escluso dal novero dei fedeli. Ma il Salvatore non sottrae il suo amore a questo viandante. Come, durante il suo soggiorno sulla terra ha operato per la conversione dei peccatori, così segue il peccatore. Lo chiama con la sua grazia, con i suoi sacerdoti, e lo invita a tornare ancora una volta all'ovile, mediante il sacramento della Penitenza».[27]

Il missionario gesuita Roger Baxter nelle sue Meditations vede Gesù, il buon pastore, come il compimento di alcuni passi dell'Antico Testamento, rispetto ai quali scrive: Questo pastore divino verrà oggi a visitarti, per nutrirti e per difenderti dai lupi dell'inferno. dovere di pastore che non compie volentieri, perciò dice per mezzo del suo profeta» in Ezechiele 34:11-16.
Egli collega anche Gesù con Salmi 22:1, «Il Signore mi governa e non mancherò di nulla» e con Isaia 53:7: «Maltrattato, si lasciò umiliare / e non aprì la sua bocca;/ era come agnello condotto al macello,/ come pecora muta di fronte ai suoi tosatori,/ e non aprì la sua bocca».

## Nel mandeismo
L'immagine del Buon Pastore è usata anche nel Libro Mandeo di Giovanni I capitoli 11–12 parlano di "un pastore che ama le sue pecore" e le guida nel mondo della luce.

## Simbolismo pagano

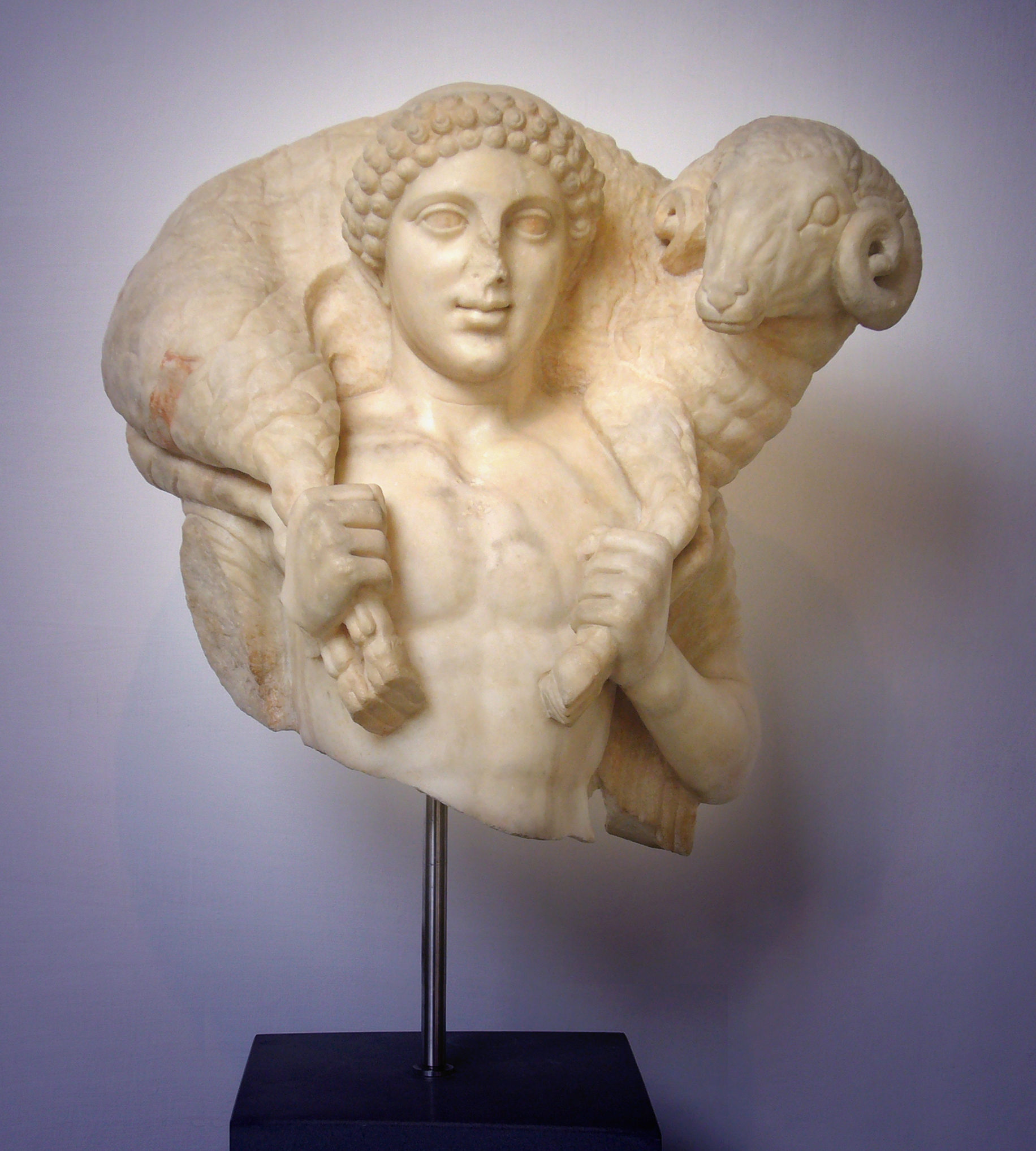
Copia marmorea tardo-romanica del Kriophoros di Calamide (Roma, Museo Barracco).

Nel culto greco antico, kriophoros o criophorus (Κριοφόρος), il "portatore di montone" è una figura che commemora il sacrificio solenne di un montone. Diventa un epiteto di Hermes: Hermes Kriophoros.
Nell'arte bidimensionale, Hermes Kriophoros si trasforma nel Cristo che porta un agnello e cammina tra le sue pecore: «Così troviamo filosofi con in mano dei rotoli o un Hermes Kriophoros che possono essere trasformati in Cristo che dona rispettivamente la Legge (Traditio Legis) e il Buon Pastore». Il Buon Pastore è un motivo comune nelle Catacombe di Roma (Gardner, 10, fig 54) e nei rilievi dei sarcofagi, dove spesso si combinano insieme simbolismo cristiano e pagano, rendendo difficili un’identificazione certa. Questo fenomeno si chiama sincretismo, una fusione di immagini di culture e religioni diverse.

## Galleria d'immagini

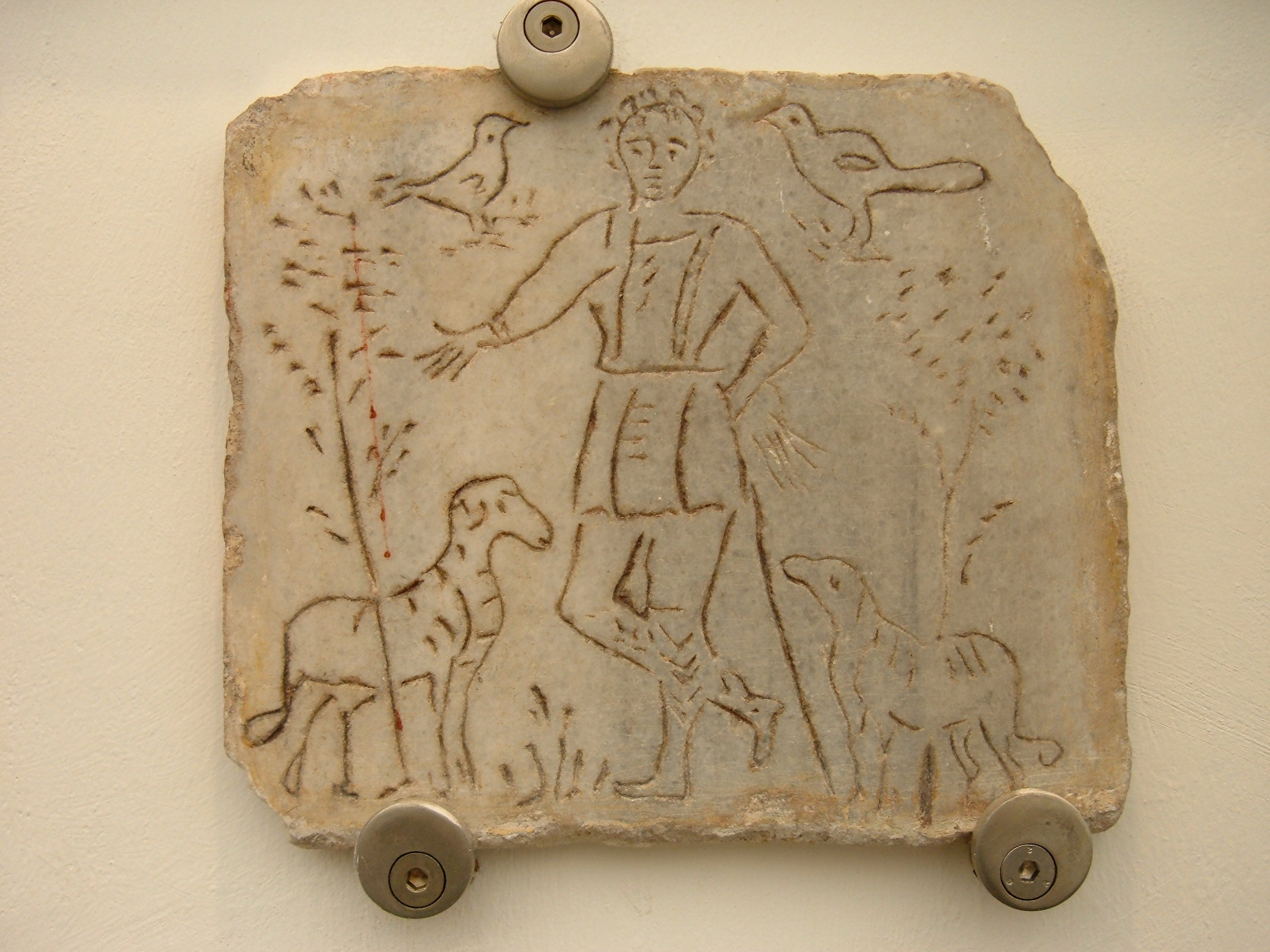
Raffigurazione del IV secolo al museo delle terme di Diocleziano, a Roma.
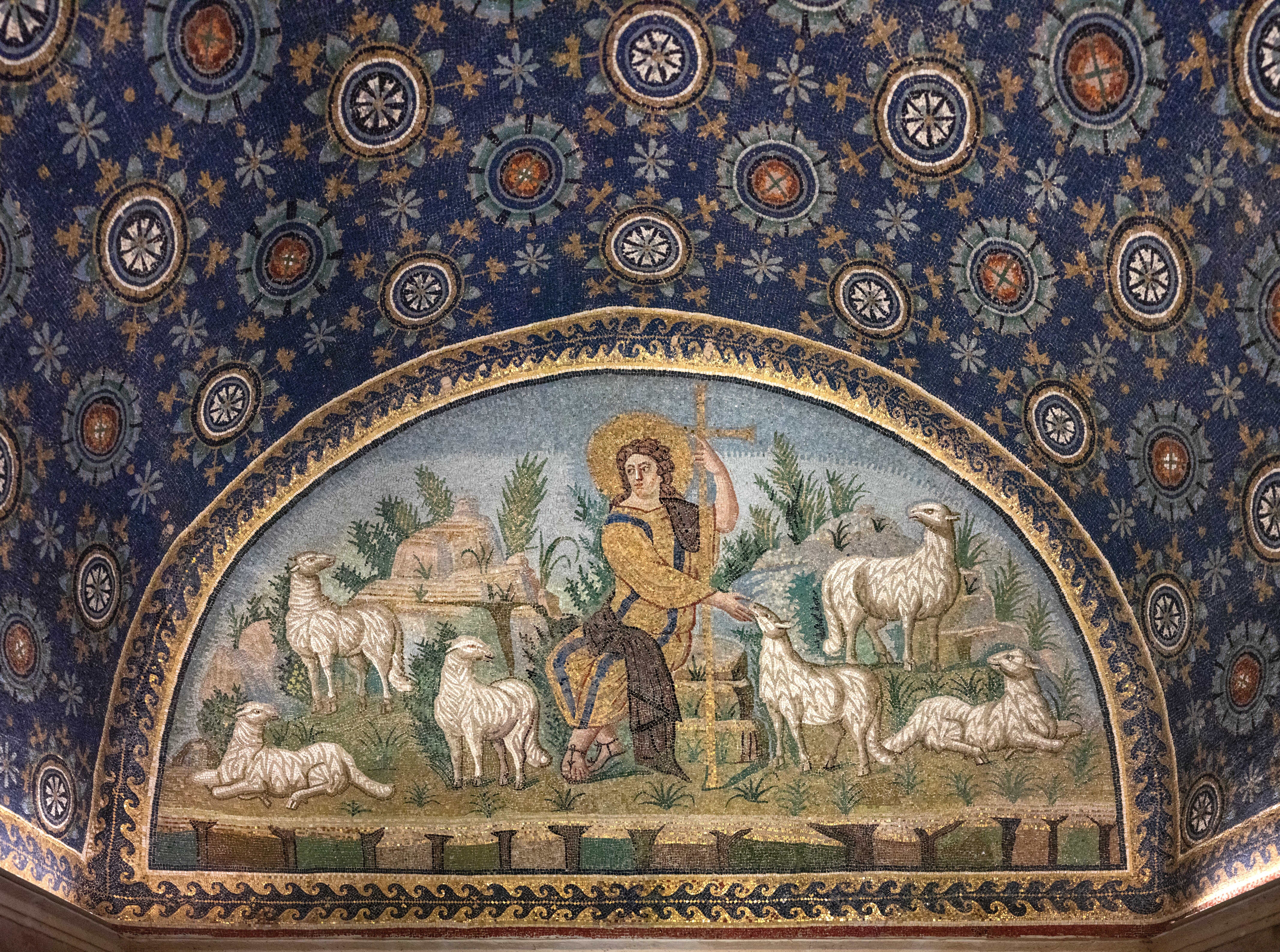
Decorazione musiva del mausoleo di Galla Placidia, a Ravenna.
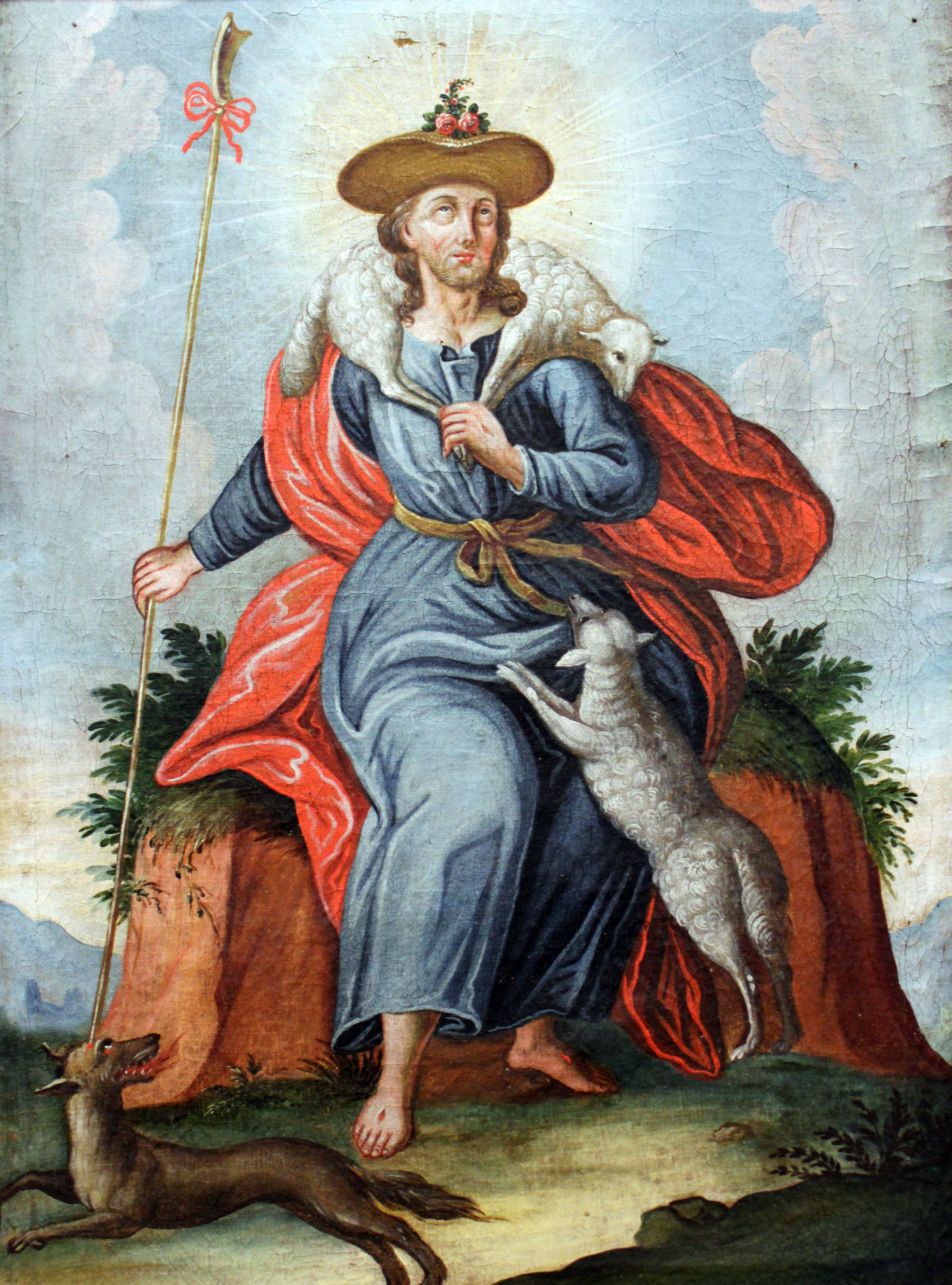
Cristo come il Buon Pastore, artista anonimo della Bassa Baviera (1750).

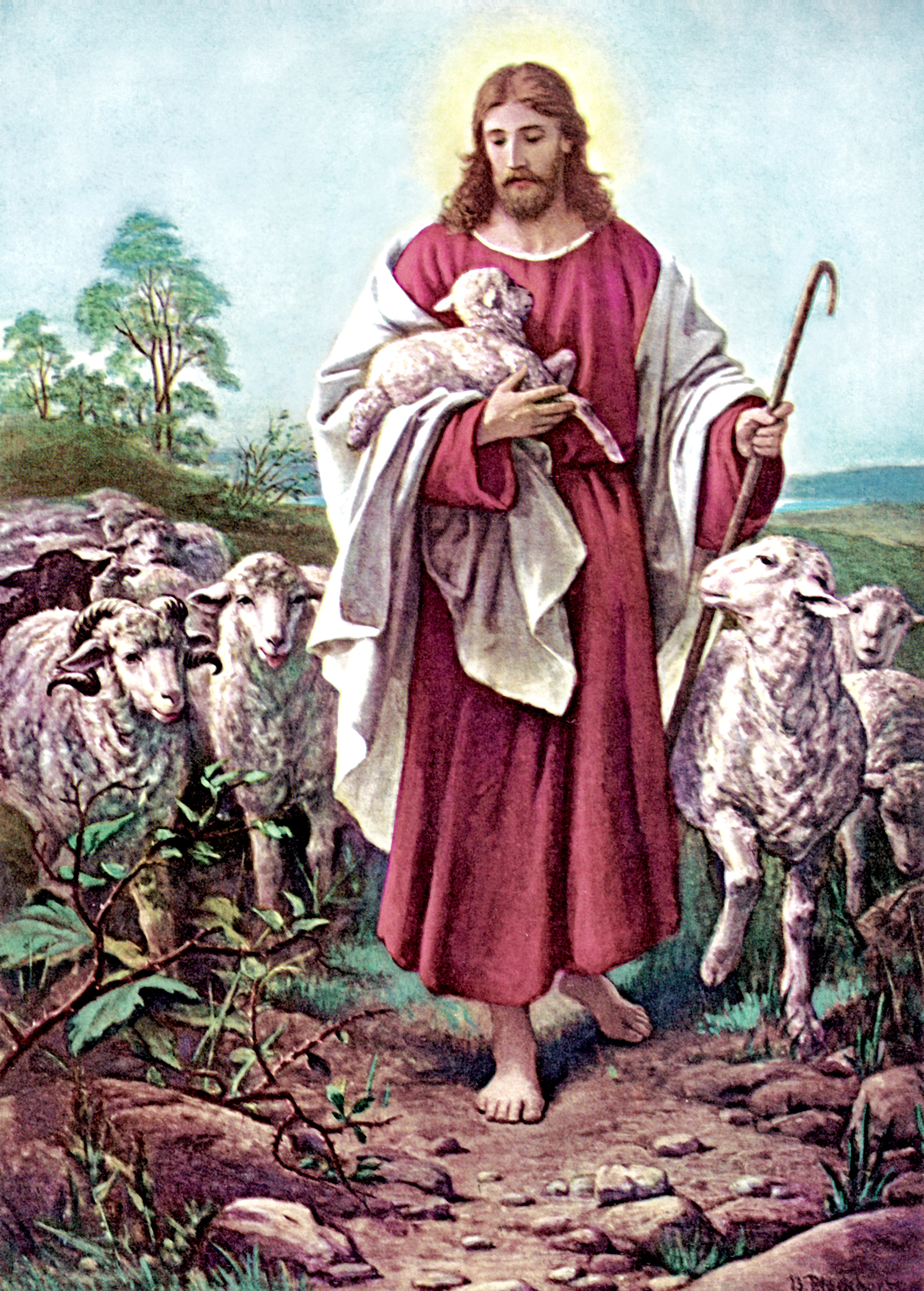
Raffigurazione ottocentesca di Bernard Plockhorst.
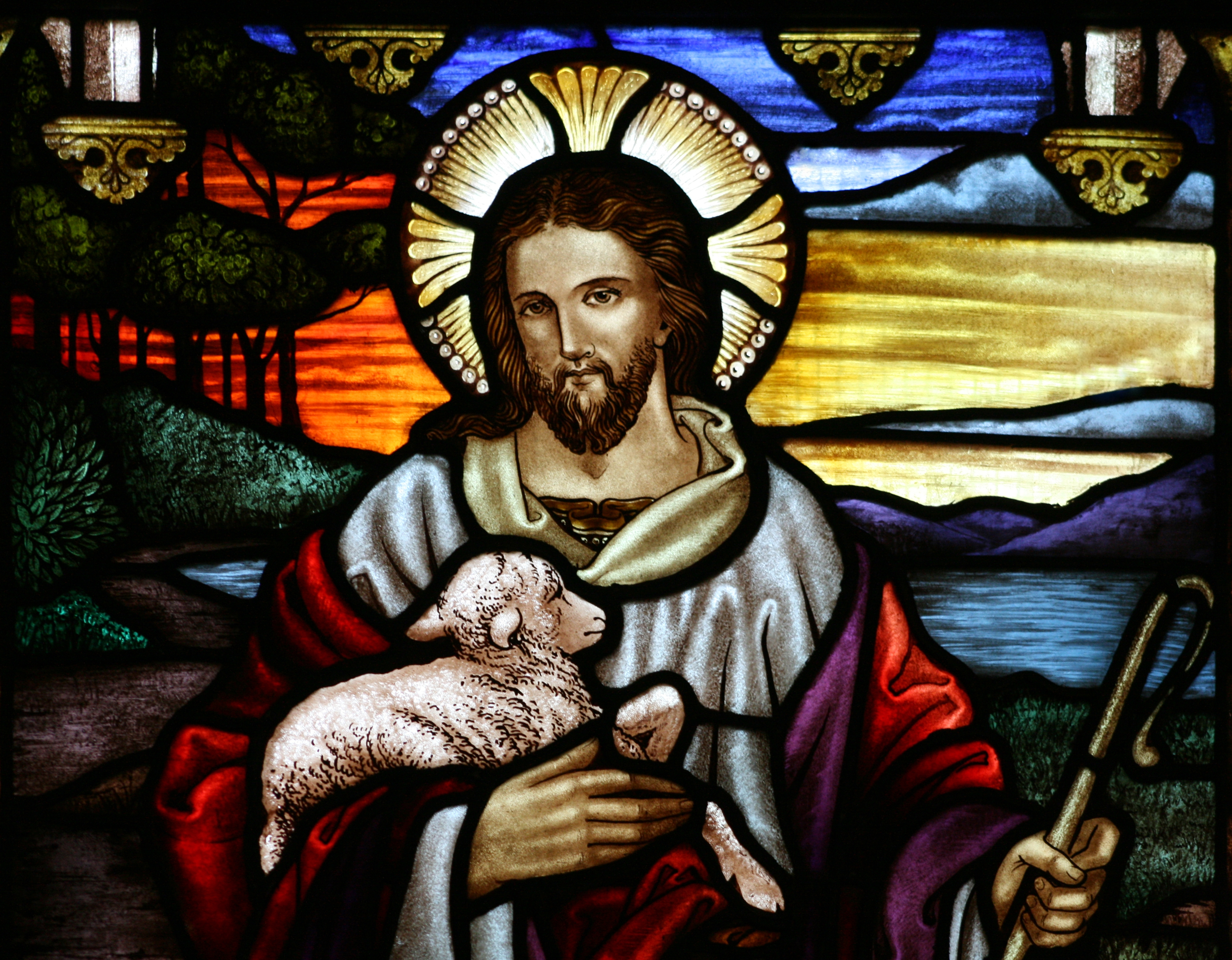
Vetrata del Novecento in una chiesa in Australia.
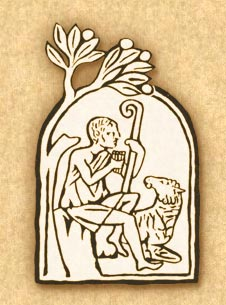
Emblema del Catechismo della Chiesa Cattolica.
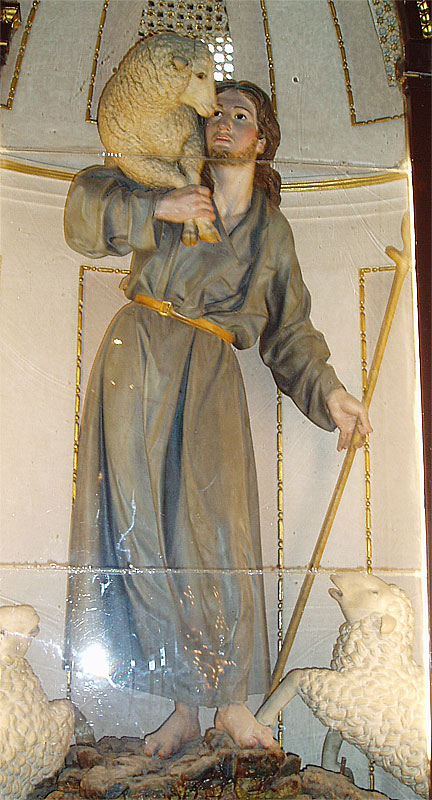
Oratorio de la Santa Cueva, a Cadice (in Spagna).
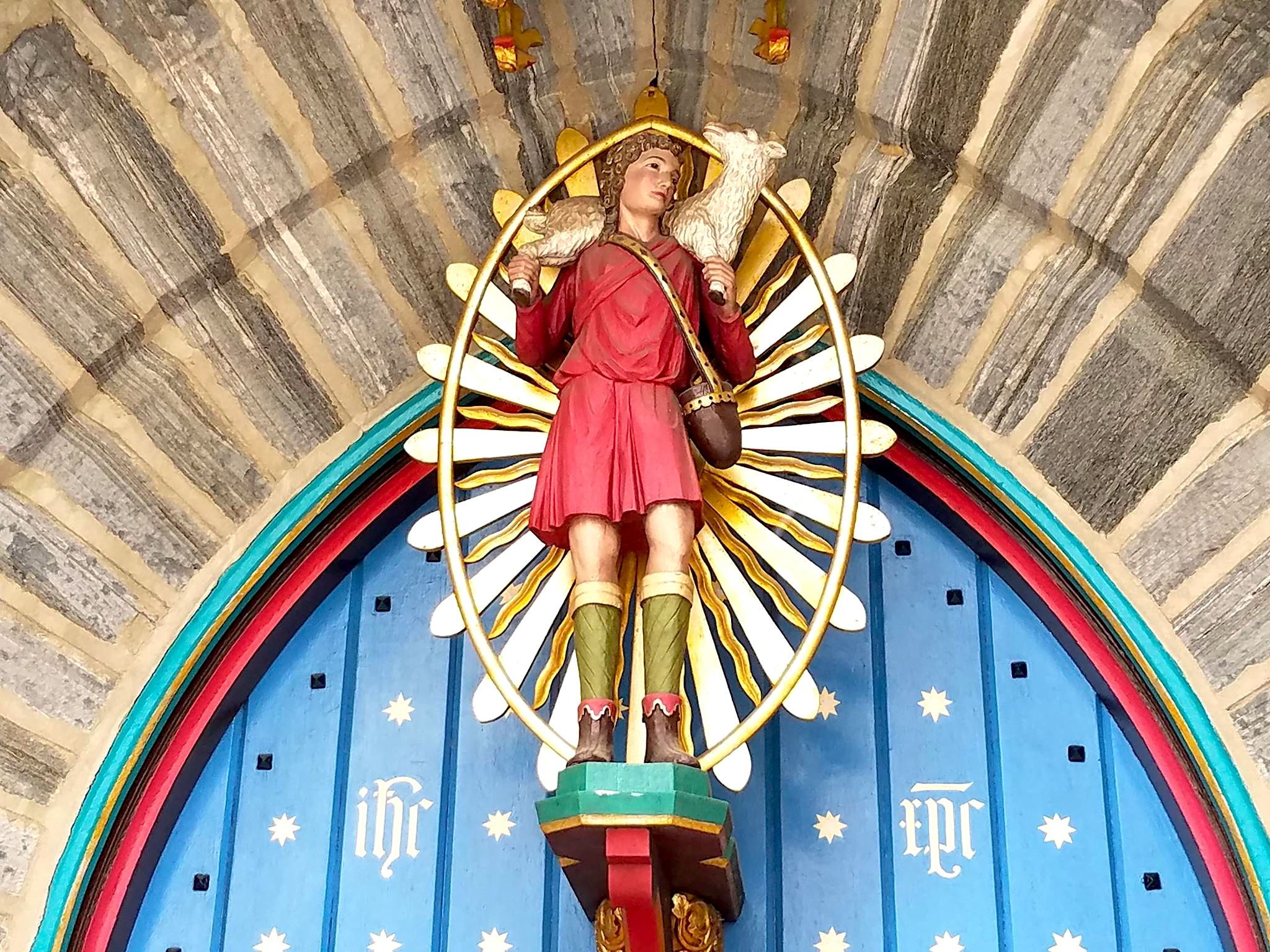
Gesù come pastore, Church of the Good Shepherd, Rosemont, in Pennsylvania.